# Fotorrealismo

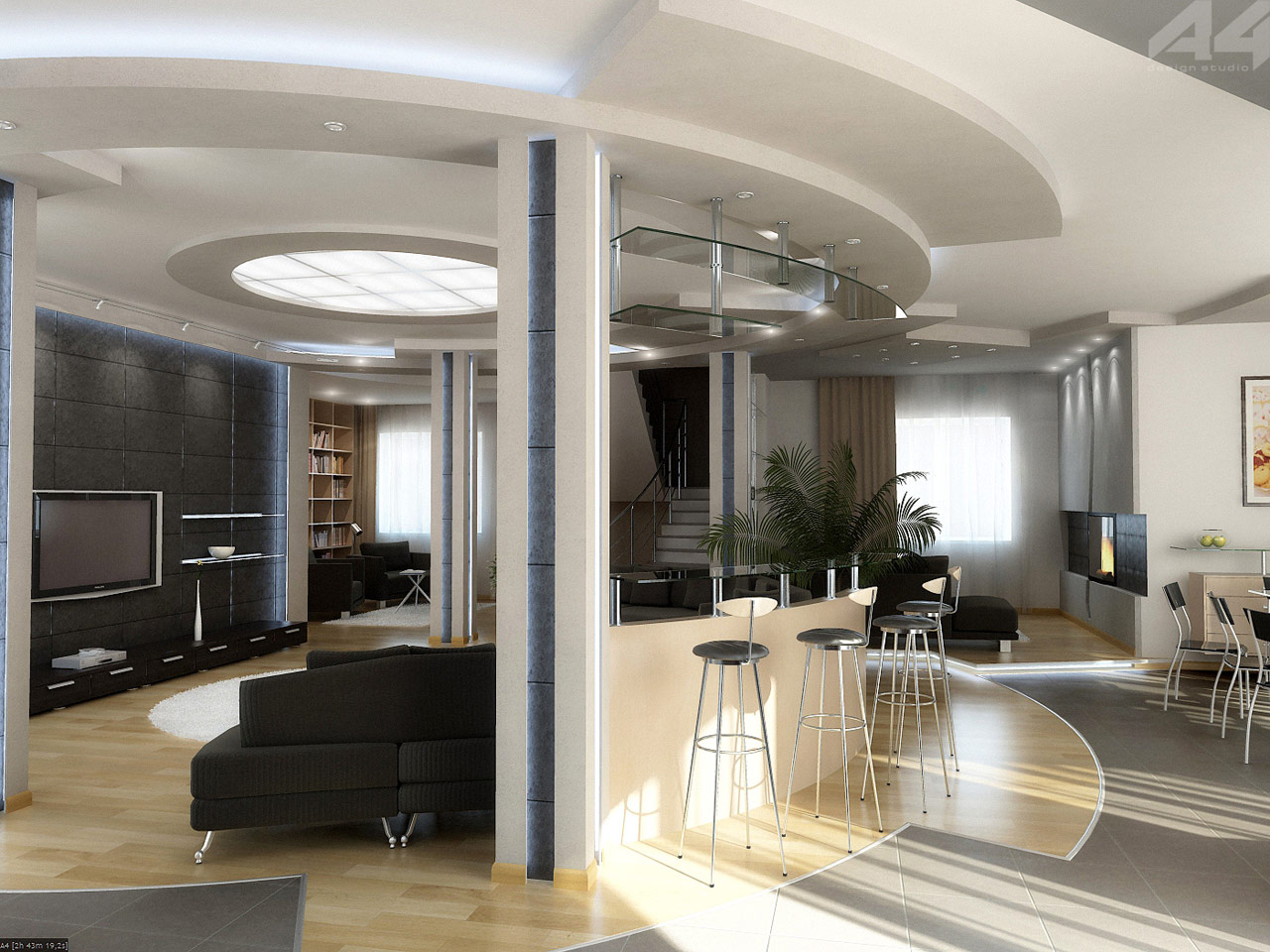
Imagen fotorrealista generada por computadora (render) mostrando una sala, modelada en 3D Studio Max.

El fotorrealismo es la cualidad de una imagen generada por computadora que trata de imitar las imágenes generadas por cámaras fotográficas mediante complejos cálculos y algoritmos matemáticos que simulan los efectos/defectos que la luz (halos, destellos) las sombras (coloreado de sombras, difusión), las texturas (aspereza, brillo, reflejos, refracción) y la radiosidad (coloreado de la luz ambiente) producen en las imágenes resultantes.
Los principales algoritmos que se utilizan hoy en día son dos, basados en distintos métodos:
- Raytracing (trazado de rayos): Se basa en el muestreo de puntos, utilizando métodos estadísticos como los métodos de Montecarlo y Cuasi Montecarlo.
- Radiosidad: Utiliza métodos numéricos para aproximar en sucesivas iteraciones el cálculo de la radiancia en las superficies de la escena.

El fotorrealismo se emplea cada vez más en los motores gráficos de los videojuegos, por ejemplo: Far Cry 4, Far Cry 5 , Battlefield V, Metal Gear Solid V: The Phantom Pain, Abandoned, Hellblade: Senua’s Sacrifice, The Last of Us Part II, Red Dead Redemption 2, entre otros.  

Cada vez se perfeccionan más las técnicas que simulan un realismo fotográfico en los videojuegos, y se espera que en unos diez años, los videojuegos alcancen un fotorrealismo absoluto.
- Datos: Q5390507